# Pyrenäenfriede
Der Pyrenäenfriede (auch Pyrenäischer Friede) war der Friedensschluss zwischen Frankreich und Spanien am 7. November 1659. Er beendete den seit 1635 andauernden Französisch-Spanischen Krieg.

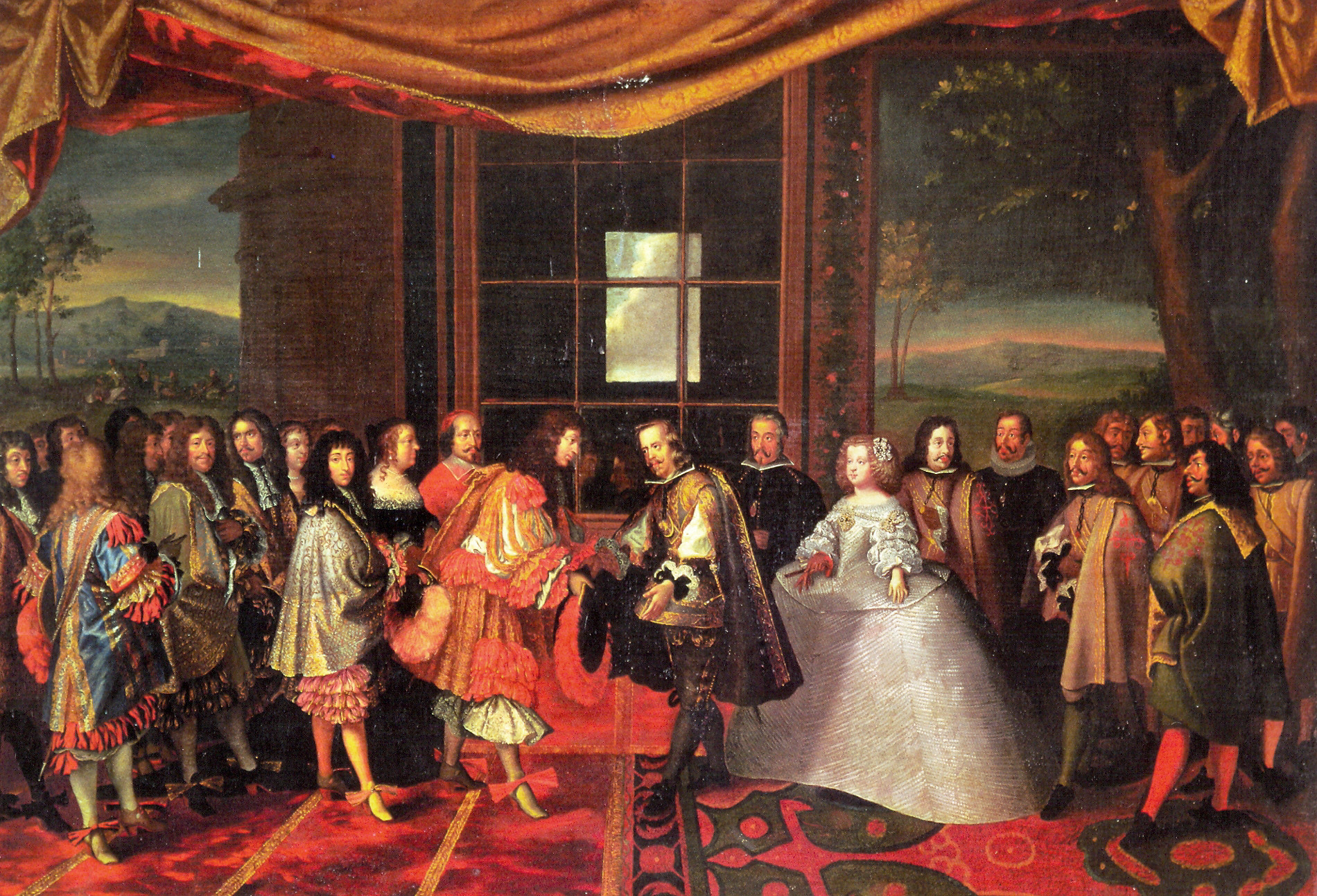
Ludwig XIV. von Frankreich und Philipp IV. von Spanien auf der Fasaneninsel

Gebietsgewinne im Pyrenäenfrieden

Die kriegerischen Auseinandersetzungen zwischen Frankreich und Spanien hatten den Westfälischen Frieden überdauert. Einerseits hatte Frankreich in Spanien interveniert (Aufstände in Katalonien, 1640 bis 1652), andererseits hatte Spanien die Fronde unterstützt.
Der Vertrag wurde an einem neutralen Ort, der Fasaneninsel im Fluss Bidasoa in der Nähe von Hendaye (Frankreich), unterzeichnet.

## Bestimmungen
Spanien musste fast das ganze Artois (bis auf Saint-Omer), Teile Flanderns, des Hennegaus und Luxemburgs sowie Nordkatalonien (mit Ausnahme von Llívia) an Frankreich abtreten. Die Pyrenäen wurden als neue Grenze zwischen Spanien und Frankreich festgelegt. Außerdem wurde Maria Teresa, die Tochter König Philipps IV. von Spanien, mit Ludwig XIV. von Frankreich verheiratet. Die Infanta gab ihre Ansprüche auf den spanischen Thron unter der Bedingung auf, dass hierfür eine Geldentschädigung von 500.000 Goldécus an Frankreich gezahlt werde. Diese wurden jedoch nicht gezahlt, womit ihre Ansprüche erhalten blieben und bereits 1666 der Anlass für den Devolutionskrieg gegeben war. Frankreich musste zusichern, seine bisherige materielle und militärische Unterstützung für Portugal zu unterlassen, das sich seit 1640 im Aufstand gegen Madrid befand. Doch auch daran hielt man sich nicht, sondern entsandte 1660 heimlich den deutschstämmigen General Friedrich von Schomberg mit einer Gruppe von Ausbildungsoffizieren nach Lissabon. 
Nach dem Erlöschen der spanischen Habsburger durch den Tod Karls II. beanspruchten die Bourbonen 1700 auf Grundlage des Pyrenäenfriedens den spanischen Thron für Philipp V., wodurch der Spanische Erbfolgekrieg provoziert wurde.
Mit dem Pyrenäenfrieden wurde die seit dem Frieden von Cateau-Cambrésis bestehende Dominanz Spaniens im europäischen Mächtegleichgewicht durch diejenige Frankreichs abgelöst.
Weiter wurde Dünkirchen England zugesprochen, das es allerdings bereits 1662 an Frankreich verkaufte.